# Список султанов Занзибара

Флаг Султаната Занзибар

В 1840 году оманский султан Сеид Саид, правивший с 1804 года, перенёс свою столицу из Маската в Каменный город на Занзибаре. После его смерти в 1856 году развернулась борьба между его сыновьями за наследование. В результате шестой сын Сейида Саида, Маджид ибн Саид, стал султаном Занзибара, а третий сын, Тувайни ибн Саид — султаном Омана. Султанат Занзибар существовал с 19 октября 1856 года, хотя получил независимость от Омана он лишь в 1861 году. Султаны Занзибара были ветвью оманской династии Бу-Саиди (Аль-Саид).

## Султаны Занзибара
| #  | Султан                       | Полное имя                             | Начало правления | Конец правления    | Примечания |
| -- | ---------------------------- | -------------------------------------- | ---------------- | ------------------ | --- |
| 1  | Маджид ибн Саид[A]           | Сеид Маджид бин Саид аль-Бусаид        | 19 октября 1856  | 7 октября 1870     | Брат Халида ибн Саида, хамиса Занзибара. До 1861 года хамис, с 1861 года султан Занзибара. В 1859 году Баргаш ибн Саид предпринял попытку государственного переворота с целью свержения брата. Переворот не удался, и Баргаш был сослан в Бомбей на два года.         |
| 2  | Баргаш ибн Саид              | Сеид сэр Баргаш бин Саид аль-Бусаид    | 7 октября 1870   | 26 марта 1888      | Брат Маджида ибн Саида. При нём возникла большая часть инфраструктуры Занзибара, включая водопровод, телеграф, дорожное строительство и т. д. В 1870 году подписал соглашение с Великобританией, запрещавшее рабство в Занзибаре. Рынок рабов в Мкуназини был закрыт. |
| 3  | Халифа ибн Саид              | Сеид сэр Халифа I бин Саид аль-Бусаид  | 26 марта 1888    | 13 февраля 1890    | Брат Маджида ибн Саида. |
| 4  | Али ибн Саид                 | Сеид сэр Али бин Саид аль-Бусаид       | 13 февраля 1890  | 5 марта 1893       | Брат Маджида ибн Саида. В июле 1890 года на острове Гельголанд был подписан Занзибарский договор, в соответствии с которым Занзибар стал британским протекторатом[B].                                                                                                 |
| 5  | Хамад ибн Тувайни            | Сеид сэр Хамад бин Тувайни аль-Бусаид  | 5 марта 1893     | 25 августа 1896    | Сын Тувайни ибн Саида, султана Саидидского государства Маската и Омана в 1856—1866. |
| 6  | Халид ибн Баргаш             | Сеид Халид бин Баргаш аль-Бусаид       | 25 августа 1896  | 27 августа 1896[C] | Отстранён от власти в результате Англо-занзибарской войны, длившейся 38 минут. |
| 7  | Хамуд ибн Мухаммад ибн Саид  | Сеид сэр Хамуд бин Мухаммад аль-Саид   | 27 августа 1896  | 18 июля 1902       | 6 апреля 1897 издал указ, окончательно искореняющий рабство на Занзибаре. За это произведён в рыцари королевой Викторией. |
| 8  | Али ибн Хамуд                | Сеид Али бин Хамуд аль-Бусаид          | 20 июля 1902     | 9 декабря 1911[D]  | |
| 9  | Халифа ибн Харуб ибн Тувайни | Сеид сэр Халифа II бин Харуб аль-Саид  | 9 декабря 1911   | 9 октября 1960     | Зять (муж сестры) Али ибн Хамуда. При нём были построены порт в Каменном Городе и дороги на острове Пемба. |
| 10 | Абдуллах ибн Халифа          | Сеид сэр АбдАллах бин Халифа аль-Саид  | 9 октября 1960   | 1 июля 1963[E]     | |
| 11 | Джамшид ибн АбдАллах         | Сеид сэр Джамшид бин АбдАллах аль-Саид | 1 июля 1963      | 12 января 1964[F]  | 10 декабря 1963 года Занзибар получил независимость от Великобритании как конституционная монархия. Свергнут в ходе Занзибарской революции. |

## Комментарии
- A  Маджид ибн Саид, младший и шестой сын Сеида Саида, стал султаном Омана после смерти отца 19 октября 1856 года. Однако старший брат Маджида, Тувайни ибн Саид, также претендовал на трон. В результате было решено, что Оман и Занзибар должны быть разделены на два независимых княжества. Маджид стал султаном Занзибара, Тувайни — султаном Омара[9].
- B  После 1886 года Великобритания и Германия претендовали на то, чтобы включить части султаната Занзибар в свои колониальные империи[2]. В октябре 1886 года британско-германская комиссия по демаркации границы установила границу Занджа (владения Занзибара в Восточной Африке) в 10 морских милях (19 км) от побережья. Практически вся эта территория в следующие 10 лет отошла к колониальным державам.
- C  После смерти Хамада ибн-Тувайни старший сын второго султана Занзибара и двоюродный брат Хамада, Халид ибн Баргаш, поддержанный Германией, захватил дворец и объявил себя новым правителем Занзибара. Однако Великобритания поддержала другого претендента, Хамуда ибн Мухаммада ибн Саида, что привело к перестрелке утром 27 августа, вошедшей в историю как англо-занзибарская война. Британские военные корабли подошли к султанскому дворцу и в ультимативном порядке потребовали, чтобы Халид в течение часа покинул дворец. После его отказа дворец был обстрелян. Халид бежал и укрылся в консульстве Германии, а через 45 минут после начала обстрела было заключено перемирие[10][11].
- D  После того, как Али присутствовал на коронации Георга V, он решил отречься от престола и далее жить в Европе[3][6].
- E  АбдАллах ибн Харуб ибн Тувайни умер от осложнения, связанного с диабетом[3].
- F  После Занзибарской революции Джамшид ибн-АбдАллах бежал в Великобританию с семьёй и министрами[12][13].